# قالب خبز

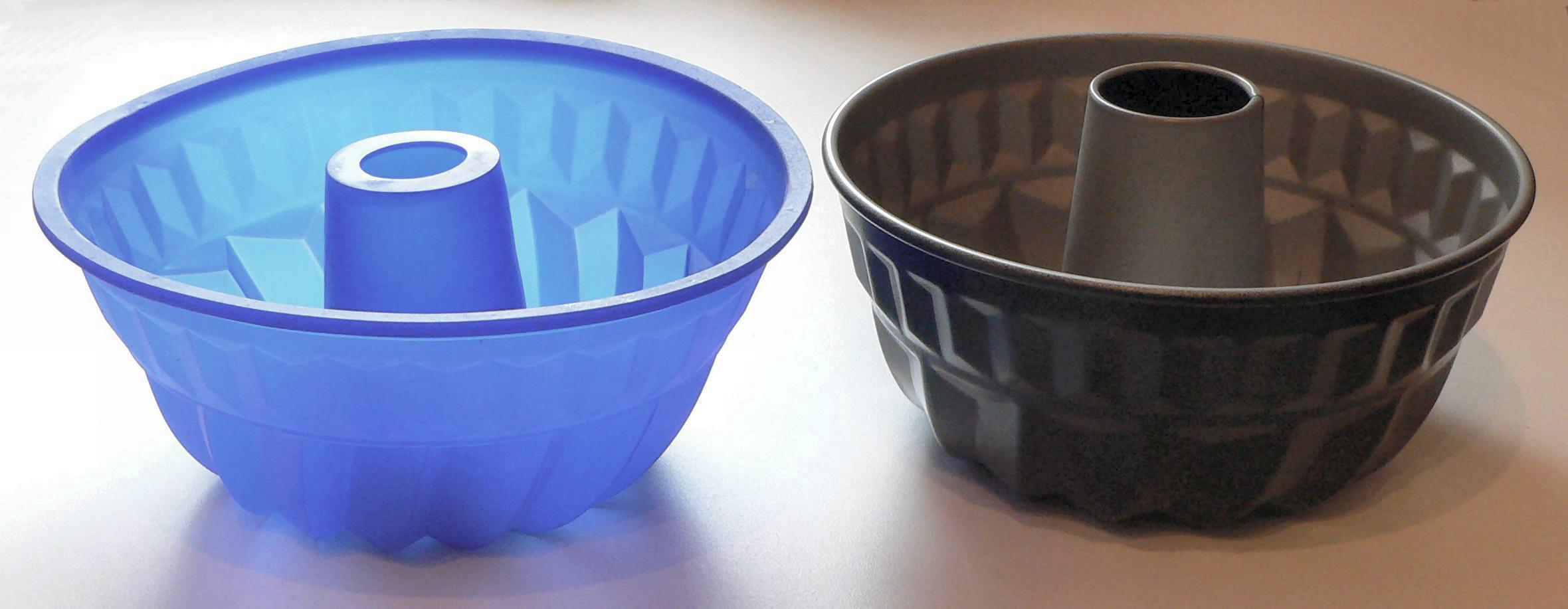
قالبا خبز من السيليكون والفلز

القالب أو قالب الخَبْز وعاء تستخدم في تقنيات مختلفة لإعداد الطعام لتشكيل الطبق النهائي.